# Jijé
Jijé (pseudonym för Joseph Gillain), född 13 januari 1914 i Gedinne i Belgien, död 20 juni 1980 i Versailles i Frankrike, var en belgisk serieskapare. Han var en av de stora pionjärerna inom den fransk-belgiska tecknade serietraditionen. Mest känd är han kanske för sin tid på serierna Spirou (1940-1946) och Jaktfalkarna (1968-1980) samt de egna skapelserna äventyrsserien Valhardi och westernserien Jerry Spring.
Under 1940-talet, när importen av amerikanska serier till Belgien var marginaliserad på grund av andra världskriget, etablerades Jijé som en av de främsta inhemska serieskaparna. Som mentor för de något yngre Franquin, Morris, och Will producerade han basen för serieutbudet i den ledande serietidningen Spirou. De fyra arbetade tillsammans i Jijés studio och kom att gå under beteckningen "La bande à 4" ("De fyras gäng"). Tillsammans gav de upphov till "Marcinelleskolan", som, jämte Hergés "Bryssel-skola", är den serietecknartradition som huvudsakligen präglat de franskbelgiska seriernas 1900-tal.
1975 tilldelades Jijé Belgiens stora seriepris Grand Prix Saint-Michel. Detta följdes av Nederländernas Stripschapprijs 1976 och det franska Grand Prix de la ville d'Angoulême 1977.

## Jijé på svenska
Jijé är ganska styvmoderligt behandlad i Sverige, men Jerry Spring trycktes i svart-vitt i Western-Serier, flera av hans tidiga Spirou-serier finns översatta i samlingsalbumet "Spirou 1938-1946", och det gavs i övrigt ut ett album med "Jaktfalkarna" från hans penna.

## Källhänvisningar
1. 1 2 3 4 5  Grand Comics Database, GCD skapare-ID: 14927.[källa från Wikidata]
2. ↑  Jijé, RKDartists (på engelska), RKDartists-ID: 42288.[källa från Wikidata]
3. 1 2  Jeugdliteratuur.org.[källa från Wikidata]
4. ↑  Lambiek Comiclopedia, Lambiek, 1 november 1999, Lambiek Comiclopedia artist-ID: j/jije, läst: 9 oktober 2017.[källa från Wikidata]
5. 1 2  RKDartists, RKDartists-ID: 42288, läst: 18 november 2021.[källa från Wikidata]
6. 1 2 3  Dictionnaire des Wallons, Franska gemenskapen i Belgien och Institut Jules-Destrée, Dictionnaire des Wallons-ID: gillain-joseph-dit-jije.[källa från Wikidata]
7. 1 2  Lambiek Comiclopedia, Lambiek, 1 november 1999, Lambiek Comiclopedia artist-ID: j/jije.[källa från Wikidata]
8. 1 2 3  abART, abART person-ID: 124493, läst: 1 april 2021.[källa från Wikidata]
9. ↑  Tjeckiska nationalbibliotekets databas, NKC-ID: pna20221139883, läst: 20 december 2022.[källa från Wikidata]
10. ↑  läs online, bdoubliees.com .[källa från Wikidata]
11. ↑  läs online, bdoubliees.com .[källa från Wikidata]
12. ↑  läs online, bdoubliees.com .[källa från Wikidata]
13. 1 2  läs online, bdoubliees.com .[källa från Wikidata]
14. ↑  läs online, www.bedetheque.com .[källa från Wikidata]
15. ↑  läs online, bdoubliees.com .[källa från Wikidata]
16. ↑  läs online, www.dupuis.com .[källa från Wikidata]
17. ↑  BD Gest', BD Gest' author-ID: 44945.[källa från Wikidata]
18. ↑  BD Gest', BD Gest' author-ID: 1792.[källa från Wikidata]
19. ↑  läs online, www.dutchheights.nl , läst: 20 maj 2024.[källa från Wikidata]
20. ↑  läs online, wallonica.org .[källa från Wikidata]
21. 1 2 3 4  ”Jijé” (på engelska). lambiek.net. https://www.lambiek.net/artists/j/jije.htm. Läst 21 november 2018.